# Holothrix
Holothrix är ett släkte av orkidéer. Holothrix ingår i familjen orkidéer.

## Bildgalleri

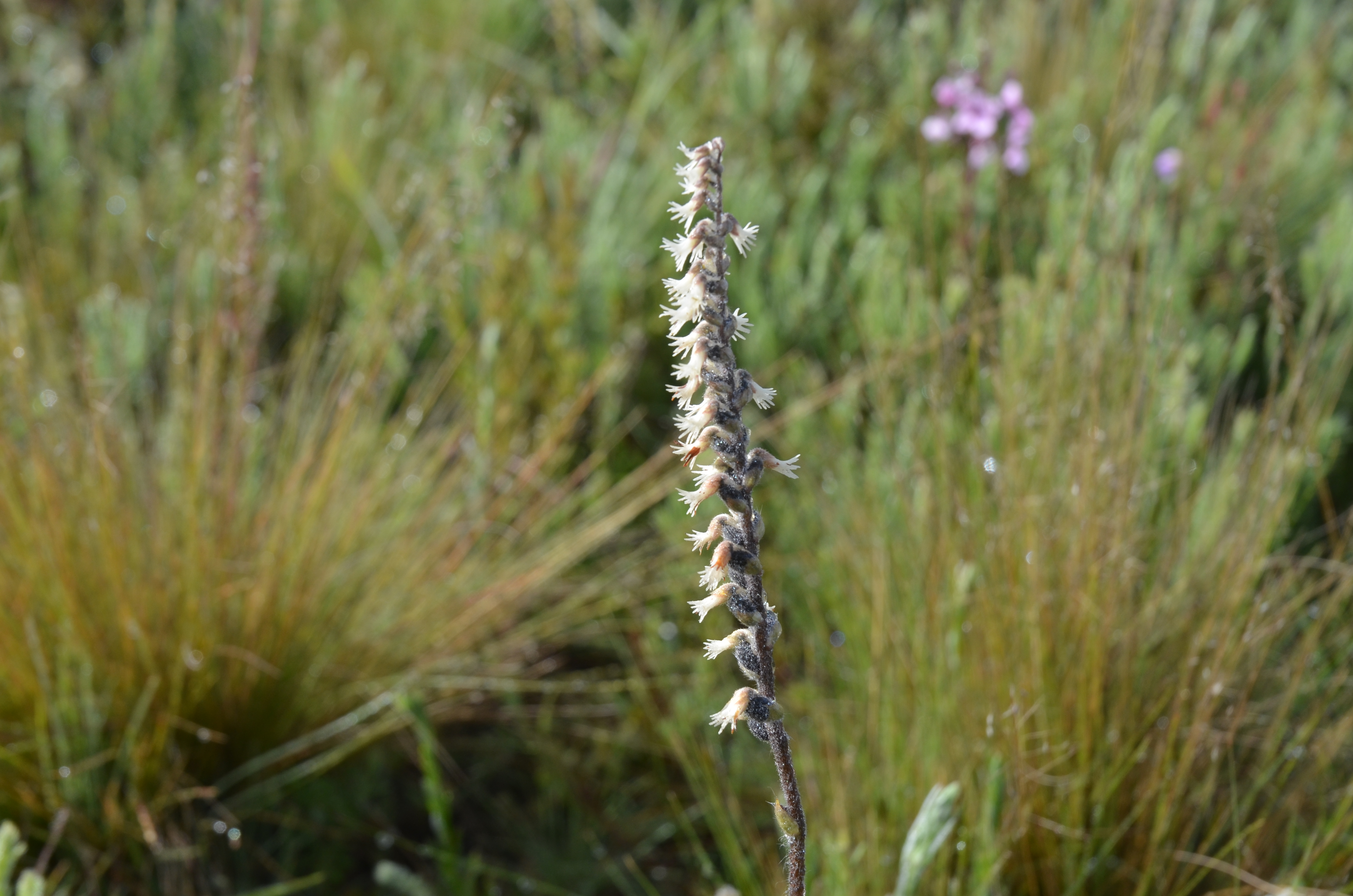

## Dottertaxa tillHolothrix, i alfabetisk ordning[1]
- Holothrix aphylla
- Holothrix arachnoidea
- Holothrix aspera
- Holothrix brevipetala
- Holothrix brongniartiana
- Holothrix buchananii
- Holothrix burchellii
- Holothrix cernua
- Holothrix culveri
- Holothrix elgonensis
- Holothrix exilis
- Holothrix filicornis
- Holothrix grandiflora
- Holothrix hydra
- Holothrix incurva
- Holothrix johnstonii
- Holothrix klimkoana
- Holothrix longicornu
- Holothrix longiflora
- Holothrix macowaniana
- Holothrix majubensis
- Holothrix micrantha
- Holothrix montigena
- Holothrix mundii
- Holothrix nyasae
- Holothrix orthoceras
- Holothrix papillosa
- Holothrix parviflora
- Holothrix pentadactyla
- Holothrix pilosa
- Holothrix pleistodactyla
- Holothrix praecox
- Holothrix randii
- Holothrix schimperi
- Holothrix schlechteriana
- Holothrix scopularia
- Holothrix secunda
- Holothrix socotrana
- Holothrix squamata
- Holothrix thodei
- Holothrix tridactylites
- Holothrix tridentata
- Holothrix triloba
- Holothrix unifolia
- Holothrix villosa